# Mountainbike-Orienteering

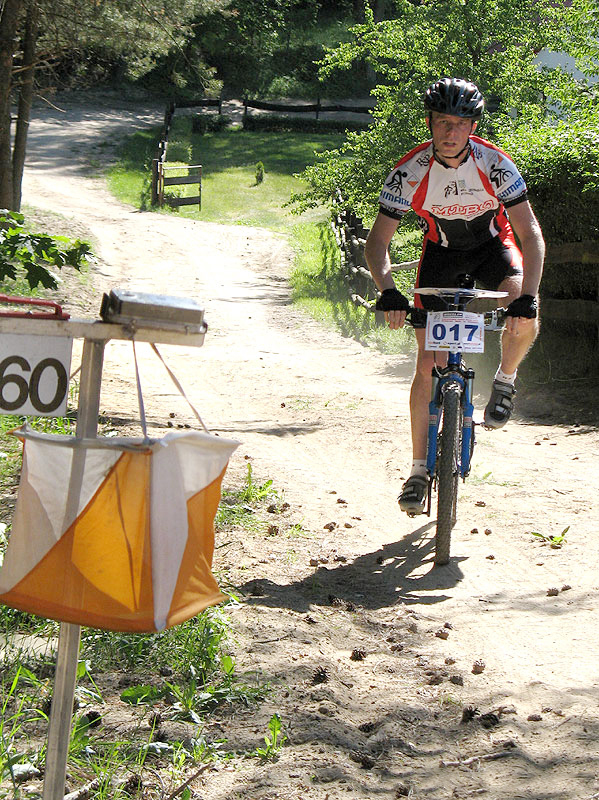
Robert Zabel (Polen)

Mountainbike-Orienteering (kurz MBO, MTBO oder Bike-O), in der Schweiz Bike-OL genannt, stellt eine Kombination aus Mountainbiking (Radbeherrschung) und dem Orientieren (Orientierungslauf) in unbekannten Gelände dar. 

## Geschichte
Die Wurzeln dieser vergleichsweise wenig bekannten Sportart gehen auf die 1950er Jahre zurück und liegen im Radwandersport bzw. im radtouristischen Mehrkampf (Kombination aus Radfahren mit Kompass, Karte und zusätzlichen Aufgaben (Baumbestimmung, Erste Hilfe, Fahrradreparatur)). Schon in den Anfangsjahren lassen sich internationale Wettkämpfe nachweisen. Mit den Jahren trat der noch heutige Charakter dieser Sportart hervor und Aufgaben des radtouristischen Mehrkampfes gingen zurück. Auch bedingt durch den Eisernen Vorhang kam es zu unterschiedlichen Entwicklungen in beiden Blöcken. Mit Beginn der 1990er Jahre änderte sich dies. Begünstigt durch das Aufkommen der Mountainbikes, aber auch durch das Bedürfnis der Sportler vom Ski-Orientierungslauf nach Wettkämpfen auch in den Sommermonaten, kam es zu einem großen Aufschwung dieser Sportart. 
Wenn auch noch nicht olympisch, stellt das MTBO eine aufstrebende Sportart mit sehr hohem Leistungscharakter auf Grund der Doppelbelastung dar. Mit Hilfe einer Karte muss der Sportler mit seinem Fahrrad so schnell wie möglich die in der Karte eingetragenen Posten anfahren. Dabei kann jeder Teilnehmer seine Route zwischen den Punkten frei wählen. Die Wettkämpfe werden meist in einem Waldgebiet ausgetragen. Neben der körperlichen Kondition werden ein hohes Maß an Konzentration und ein gutes Orientierungsvermögen gefordert.

## Ablauf
Eine Minute vor dem Start bekommt der Teilnehmer eine spezielle Orientierungskarte, um sich mit der Umgebung vertraut machen zu können. Die Karten liegen meist im Maßstab 1:15.000 vor.
Es gibt verschiedene MTBO-Varianten: 
1. Freie Postenwahl: Der Wettkampfteilnehmer kann die Reihenfolge der anzufahrenden Posten selbst wählen.
2. Vorgegebene Postenreihenfolge: Die Posten müssen in einer bestimmten Reihenfolge (wie auf der Karte vermerkt) angefahren werden.
3. Score: In einer bestimmten Zeit so viele Posten wie möglich anfahren. Dabei haben die Punkte eine bestimmte Wertigkeit. In der Regel haben Posten, die weit vom Start bzw. Ziel entfernt sind eine höhere Wertigkeit. Derjenige, der in der vorgegebenen Zeit die meisten Punkte gesammelt hat, ist der Sieger.
4. Staffel: Nach dem Le-Mans-Start sucht der erste von 3 Fahrern alle seine Posten ab und wechselt mit Handschlag auf den nächsten. Dieser erhält eine neue Karte und fährt seine Runde, so auch der dritte am Schluss.

## Wettkämpfe
Nachdem bereits in den Jahren davor vereinzelte internationale Wettkämpfe stattgefunden hatten (vorwiegend in Frankreich), gab es 1998 den Europacup im MTBO. Der erste Lauf dazu fand am 8. August 1998 in Jelenec (bei Nitra/Neutra, Slowakei) statt, organisiert von Ján Ďurín. Von 1999 bis 2003 gab es den so genannten Weltcup im MTBO, der den Europacup ersetzte. Der allererste Weltcuplauf wurde am 12. Oktober 1999 am Mieminger Plateau in Tirol (Österreich) von den drei MTBO-Pionieren Bernhard Brüstle, Martin Fürnkranz und Dr. Hermann Knoflach organisiert. Seit 2002 werden auch Weltmeisterschaften ausgetragen (siehe auch Mountainbike-Orienteering-Weltmeisterschaften). Seit 2004 gibt es jedes Jahr Weltmeisterschaften, und der Weltcup wurde 2004 durch World Ranking Events (WRE) ersetzt. 2010 wurde der Weltcup wieder eingeführt, WREs gibt es aber weiterhin. Von 2006 bis 2009 fanden jährliche Europameisterschaften statt, die seither alle zwei Jahre ausgetragen werden. Seit 2008 finden jährliche Junioren-Weltmeisterschaften statt, und seit 2010 haben auch die Senioren ab 40 Jahren ("Masters") ihre eigene jährliche WM.
In Deutschland gibt es jedes Jahr mehrere Bundesranglistenläufe und eine Meisterschaft. Diese Wettkämpfe werden nach MTBO-Varianten 1 und 2 (siehe oben) durchgeführt.
In Österreich gibt es den Austria Cup, der üblicherweise aus 6 bis 8 Läufen besteht.

## Erfolgreiche MTBO-Sportler
Die österreichische Heeressportlerin Michaela Gigon ist fünffache Weltmeisterin im Mountainbike-Orienteering (Stand nach der WM 2010). Der Australier Adrian Jackson gewann bislang vier Goldmedaillen in Einzeldisziplinen und die Schweizerin Christine Schaffner siegte viermal auf der Langdistanz. 